# Gratitude Verlag
Der Gratitude Verlag ist ein unabhängiger deutscher Kinder- und Jugendbuchverlag mit Sitz in Hamburg. Er wurde 2019 von der Schauspielerin und Autorin Dayan Kodua gegründet. Ziel des Verlags ist es, Bücher zu veröffentlichen, in denen schwarze Kinder und Kinder of Color Hauptfiguren sind.

## Geschichte
Der Verlag wurde 2019 von Dayan Kodua gegründet. Kodua hatte zuvor den Bildband My Black Skin – Schwarz. Erfolgreich. Deutsch veröffentlicht. Die Motivation zur Verlagsgründung entstand aus dem Wunsch, Kindern frühzeitig vielfältige Vorbilder und identitätsstärkende Geschichten anzubieten. Die Verlegerin Dayan Kodua, die auch ihre eigenen Bücher im Verlag veröffentlicht, möchte, dass die Bücher schwarze Kinder unterstützen, stolz auf ihre Identität zu sein.
Der Gratitude Verlag ist Teil der Initiative Wir sind hier, die für eine höhere Sichtbarkeit der Arbeiten schwarzer Autoren und Illustratoren sorgen möchte.

## Programm
Der Verlag veröffentlicht überwiegend Bilderbücher und Kinderbücher, die Themen wie kulturelle Vielfalt, Empowerment, Familie und Selbstwertgefühl behandeln. Dabei wird darauf geachtet, Schwarze Kinder und Kinder of Color nicht auf ihre Herkunft oder Rassismuserfahrungen zu reduzieren, sondern ihnen selbstverständlich positive Rollen in den erzählten Geschichte zu geben.
Autorinnen im Gratitude Verlag sind neben Dayan Kodua u. a. die US-amerikanische Paläoanthropologin Nina Jablonski und die amerikanische Professorin für Geschichte und afroamerikanische Geschichte Holly Y. McGee, deren gemeinsames Kinderbuch It's just skin, silly! von Dayan Kodua übersetzt unter dem Titel Es ist doch nur Haut im Gratitude Verlag veröffentlicht wurde. Auch von der amerikanische Sängerin Amerie, der amerikanischen Schauspielerin Grace Byers, der amerikanischen Schriftstellerin Laurie Ann Thompson und der Influencerin Sandra Lambeck erschienen Kinderbücher beim Gratitude Verlag. Der unter dem dem Pseudonym Jando bekannte deutsche Drehbuchautor und Schriftsteller Jens Koch war als Co-Autor des Kinderbuchs Odo für den Verlag tätig.

## Veröffentlichungen (Auswahl)
- Dayan Kodua (Autorin), Robby Krüger (Illustrator), Jando (Autor): Odo. 2019, ISBN 978-3-9820768-0-5.
- Dayan Kodua (Autorin), Robby Krüger (Illustrator): Odo und der Beginn einer großen Reise. 2021, ISBN 978-3-9820768-3-6.
- Dayan Kodua: Wenn meine Haare sprechen könnten. 2022, ISBN  978-3-9820768-4-3.
- Laurie An Thompson: Emmanuels Traum: Die wahre Geschichte von Emmanuel Ofosu Yeboah. 2022, ISBN 978-3-9820768-5-0.
- Grace Byers (Autorin), Keturah A. Bono (Illustratorin): Ich bin genug. 2023, ISBN 978-3-9820768-9-8.
- Nina Jablonksi (Autorin), Holly Y. McGee (Autorin), Karen Vermeulen (Illustratorin): Es ist doch nur Haut. 2024, ISBN 978-3-98920-003-6.
- Amerie (Autorin), Raissa Figueroa (Illustratorin): Weil Großes in dir steckt. 2024, ISBN 978-3-98920-006-7.
- Sandra Lambeck (Autorin), Nicole Gebel (Ilustratorin): Die Abenteuer von Super Nairobi: Willkommen in der Welt einer Superheldin! 2024, ISBN 978-3-98920-015-9.
- Monique Duncan, Oboh Moses: Freedom Braids. 2025, ISBN  978-3-98920-007-4.

## Auszeichnungen
- 2022 Preisträger Kultur- und Kreativpiloten Deutschland[9]
- 2023 Gütesiegel des Deutschen Verlagspreises[10]